# حشره مفید

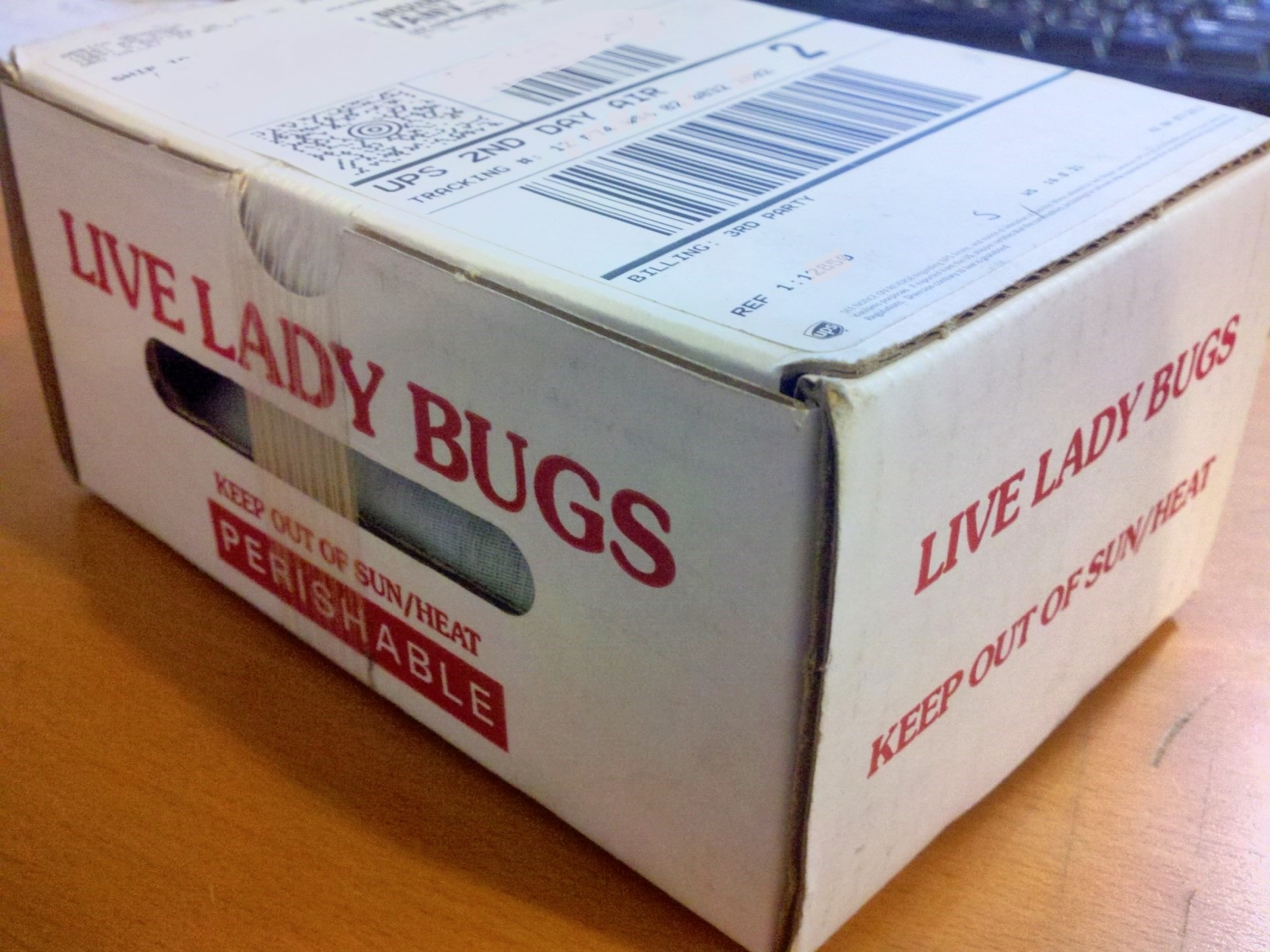
کفشدوزک‌ها (که در آمریکای شمالی به عنوان بانو باگ نیز شناخته می‌شود) حشرات مفیدی هستند که معمولاً برای کنترل بیولوژیک شته‌ها فروخته می‌شوند.

حشرات مفید (که گاهی سوسک‌های مفید نامیده می‌شوند) هر یک از تعدادی از گونه‌های حشرات هستند که خدمات ارزشمندی مانند گرده افشانی و کنترل آفات را انجام می‌دهند. مفهوم سودمند ذهنی است و تنها در پرتو نتایج مطلوب از دیدگاه انسانی پدید می‌آید. در کشاورزی، جایی که هدف پرورش محصولات منتخب است، حشراتی که مانع از فرایند تولید می‌شوند به عنوان آفات طبقه‌بندی می‌شوند، در حالی که حشراتی که به تولید کمک می‌کنند مفید در نظر گرفته می‌شوند. در باغبانی علمی و باغبانی، حشرات مفید اغلب آنهایی در نظر گرفته می‌شوند که به کنترل آفات و ادغام زیستگاه بومی کمک می‌کنند.
تشویق حشرات مفید با فراهم کردن شرایط زندگی مناسب، یک راهبرد کنترل آفات است که اغلب در کشاورزی ارگانیک، باغداری ارگانیک یا مدیریت تلفیقی آفات استفاده می‌شود. شرکت‌های متخصص در کنترل بیولوژیک آفات انواع بسیاری از حشرات مفید را به ویژه برای استفاده در فضای بسته مانند گلخانه‌ها می‌فروشند.

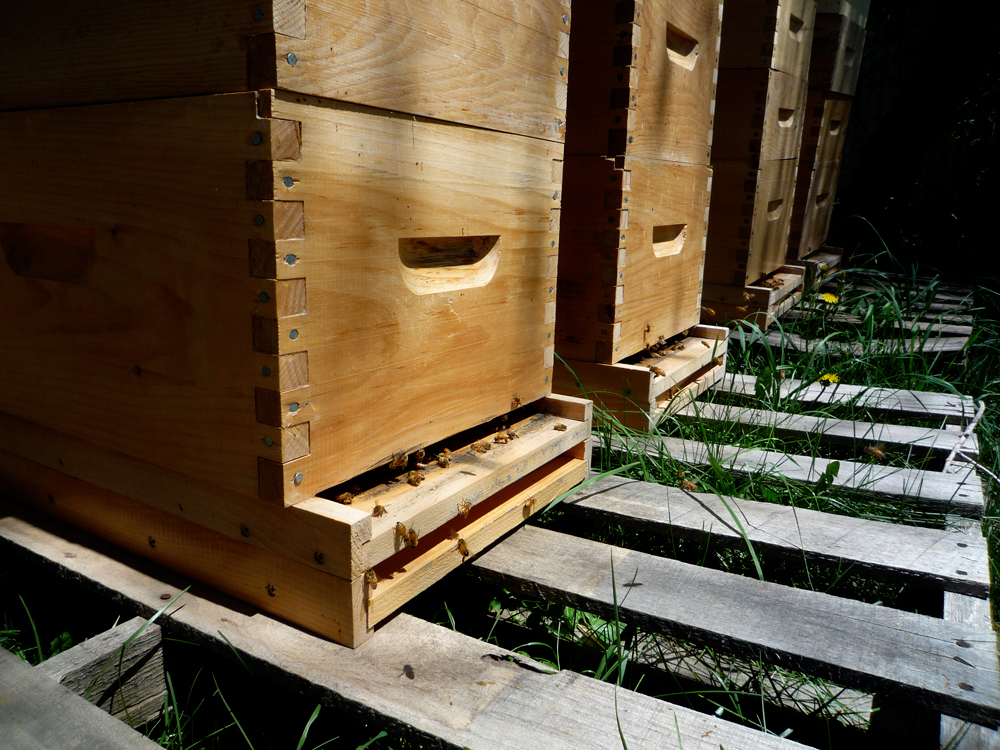
جعبۀ زنبور عسل در یک مزرعۀ ارگانیک

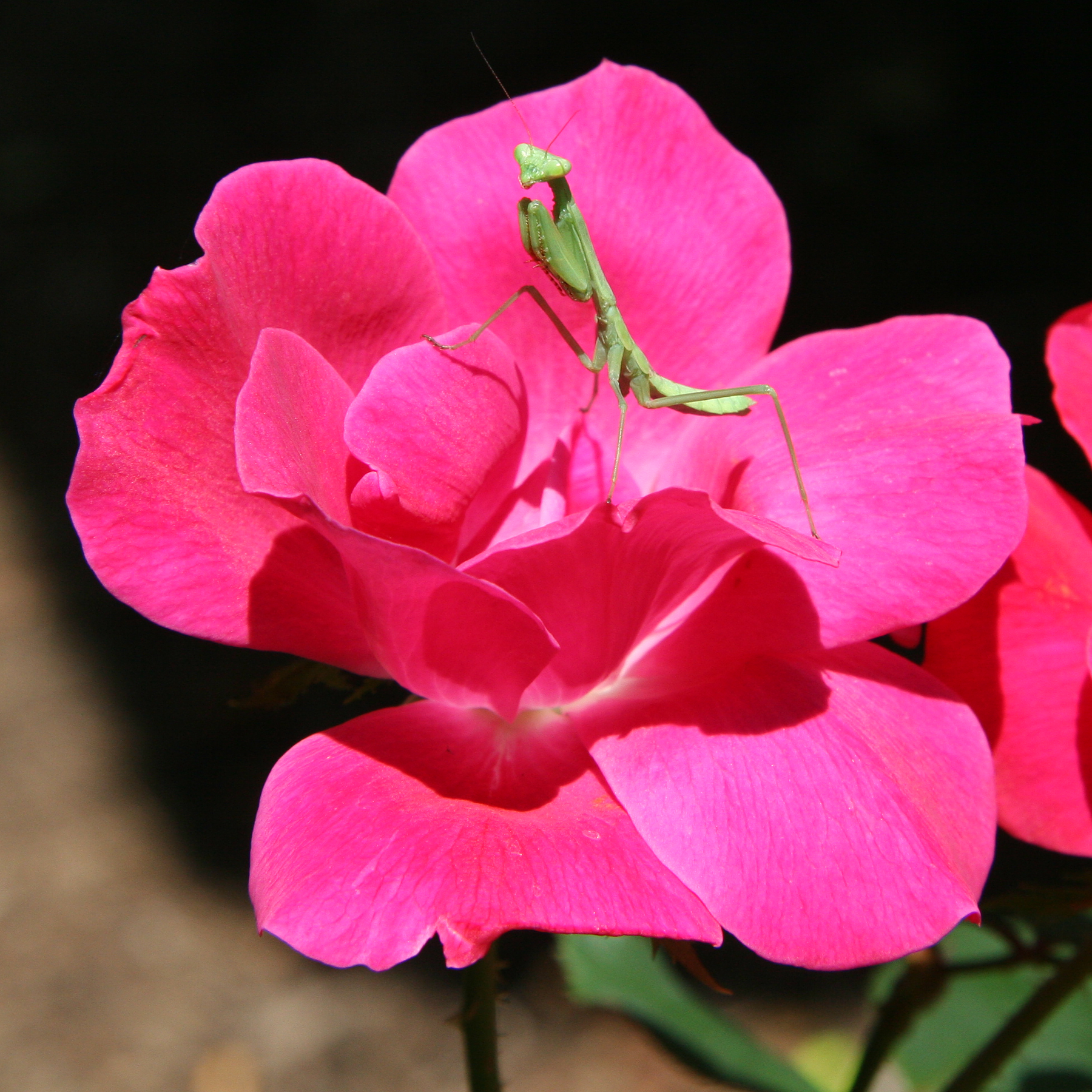
یک آخوندک اروپایی (Mantis religiosa) با استفاده از گل رز به عنوان نقطۀ دید، به دنبال طعمه می‌رود.

به‌طور کلی کفشدوزک‌ها را مفید می‌دانند زیرا مقادیر زیادی از شته‌ها، کنه‌ها و دیگر بندپایان را می‌خورند که از گیاهان مختلف تغذیه می‌کنند.
دیگر حشرات که معمولاً به عنوان مفید شناخته می‌شوند عبارتند از:

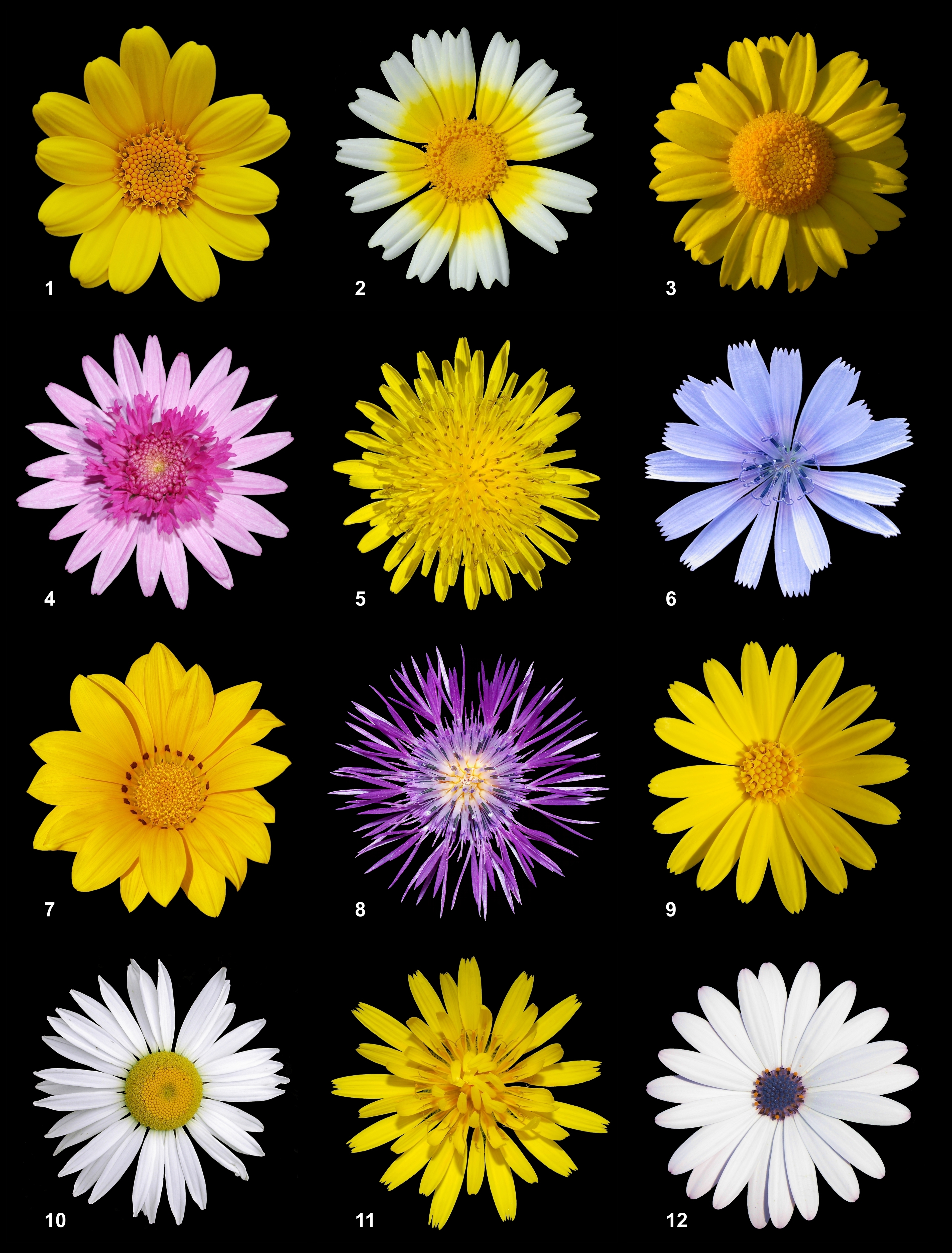
بسیاری از گیاهان از خانوادۀ کاسنیان حشرات مفید را جذب می‌کنند.

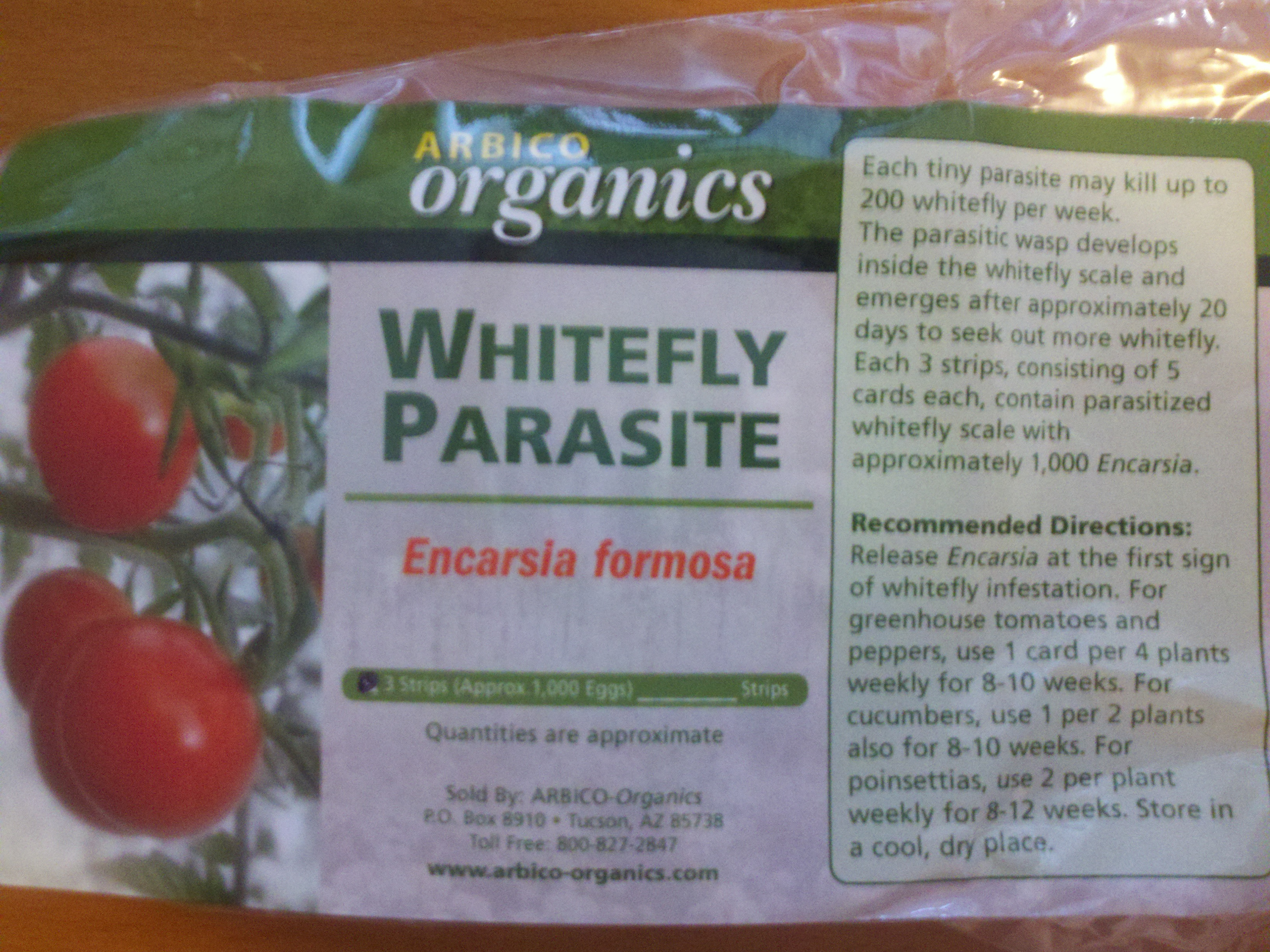
Encarsia formosa، یک زنبور درون‌انگلی، یکی از نخستین عوامل کنترل بیولوژیک توسعه یافته بود.

- پشه شته‌خوار
- سن ضارب
- حشرات دوشیزه
- گوش‌خیزک
- بال‌توری‌های سبز
- زنبورهای کژدم‌زنبورواران
- شبگزهای گل
- کرم شب‌تاب
- آخوندک
- سوسک‌های سرباز
- مگس گلزار
- مگس ته‌پشمی
- زنبورهای تریکوگراما